# 赤柱正灘
赤柱正灘泳灘（英語：Stanley Main Beach）是香港南區一個泳灘，位於香港島赤柱東部，鄰接赤柱市集及赤柱後灘，該泳灘現時由康樂及文化事務署管理。

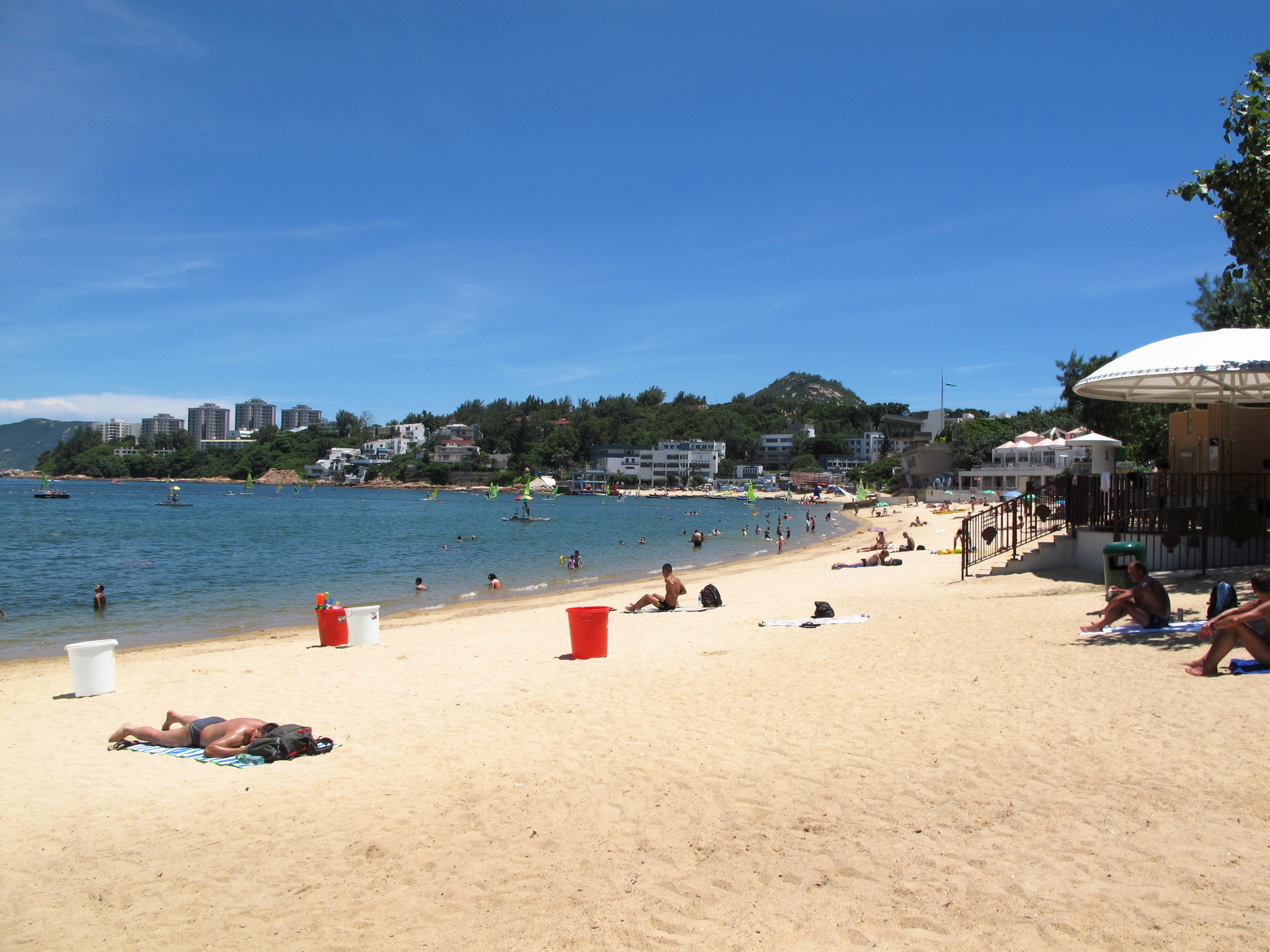
赤柱正灘

## 歷史
自香港殖民地時期，赤柱已經吸引許多各地而來的泳客遊玩。在1970年代，泳灘被前市政局刊憲及開放。到現今仍有居民以此處為目的地，而該泳灘亦吸引太古至筲箕灣居民駕車或乘坐交通工具前往，因為他們認為到赤柱游泳之餘，可以燒烤、到鄰接的八間屋、赤柱市集及赤柱廣場遊覽。

## 景觀

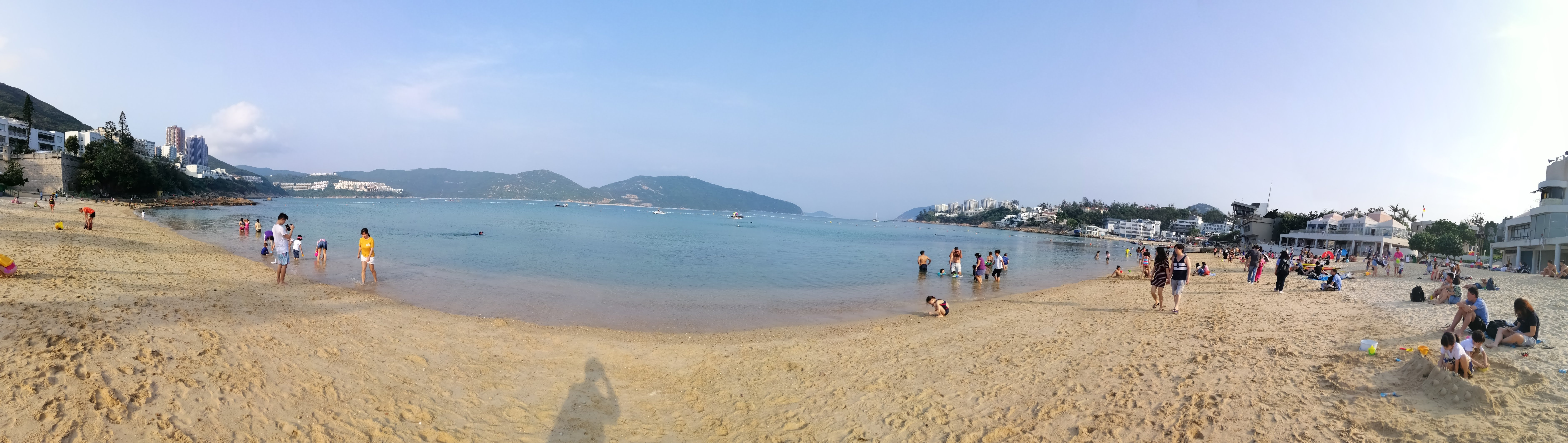
正灘

## 迭事
2013年6月，一個國際性酒店及機票訂購網站將赤柱正灘評為「全球十佳沙灘」的第十位。

## 鄰近設施
- 赤柱正灘水上活動中心

## 外部連結
- 赤柱正灘泳灘 （页面存档备份，存于）